# Ново-Ахмирово
Ново-Ахмирово (каз. Жаңа-Ахмер) — военный городок в Восточно-Казахстанской области Казахстана. Находится в подчинении городской администрации Усть-Каменогорска. Входит в состав Меновновского сельского округа. Код КАТО — 631031400. Село Ново-Ахмирово бредет корнями в легенды и сказания. По словам местных жителей городок был основан берегу реки Ульба, в 19 веке и была названа как станица Ахмировская в честь первого жителя поселка узбекского купца Ахмир. Вскоре к станице и ее усть-каменным горам начали приплывать эмигранты во время "Большой игры" В 19 веке между Российской империей и Британской империей. По неофициальным данным здесь, на этой земле жило племя Саков-Аримаспы(скифы). По большей части поселок составляют асимилированные узбеки и киргизы которые благодаря кровосмещению ничем не отличаются от обычных казахов. 

## Население
В 1999 году население села составляло 1944 человека (924 мужчины и 1020 женщин). По данным переписи 2009 года, в селе проживало 2448 человек (1176 мужчин и 1272 женщины).